# Galerías Pacífico (centro comercial)
Galerías Pacífico es el nombre de fantasía de un centro comercial de Buenos Aires, propiedad del Grupo Sutton Dabbah, inaugurado el 18 de mayo de 1992, ubicado en el histórico Edificio del Pacífico, construido en el siglo XIX en pleno centro de la ciudad, que ocupa toda la manzana limitada por las calles Florida, Viamonte y San Martín y la avenida Córdoba. En el centro del mismo se encuentran una serie de célebres murales realizados en 1945-1947 en la pared interior de la cúpula, por varios de los más destacados pintores argentinos (Antonio Berni, Lino Spilimbergo, Juan Carlos Castagnino y Demetrio Urruchúa) y el gallego Manuel Colmeiro Guimarás, considerados como la manifestación más importante del muralismo argentino. En los sótanos del edificio funcionó durante la última dictadura militar un centro clandestino de detención y tortura.
Según datos de 2014, es el séptimo centro comercial en ventas del país, el primero por cantidad de turistas que lo visitan, con una concurrencia anual de 10 millones de personas.

## Historia del centro comercial

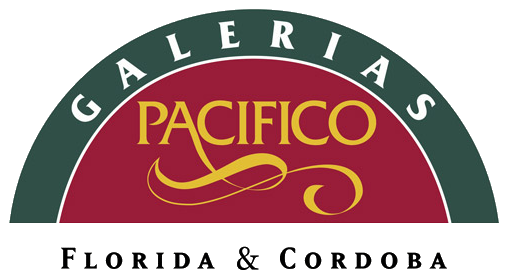
Logo del shopping.

Durante la presidencias de Carlos Menem (1989-1999) se llevó adelante una política de privatizaciones que alcanzó a la mayor parte de los bienes y empresas que había acumulado el Estado argentino hasta entonces. Entre dichos bienes se encontraba el Edificio Pacífico, sede de las Galerías del mismo nombre, propiedad de la empresa estatal Ferrocarriles Argentinos.

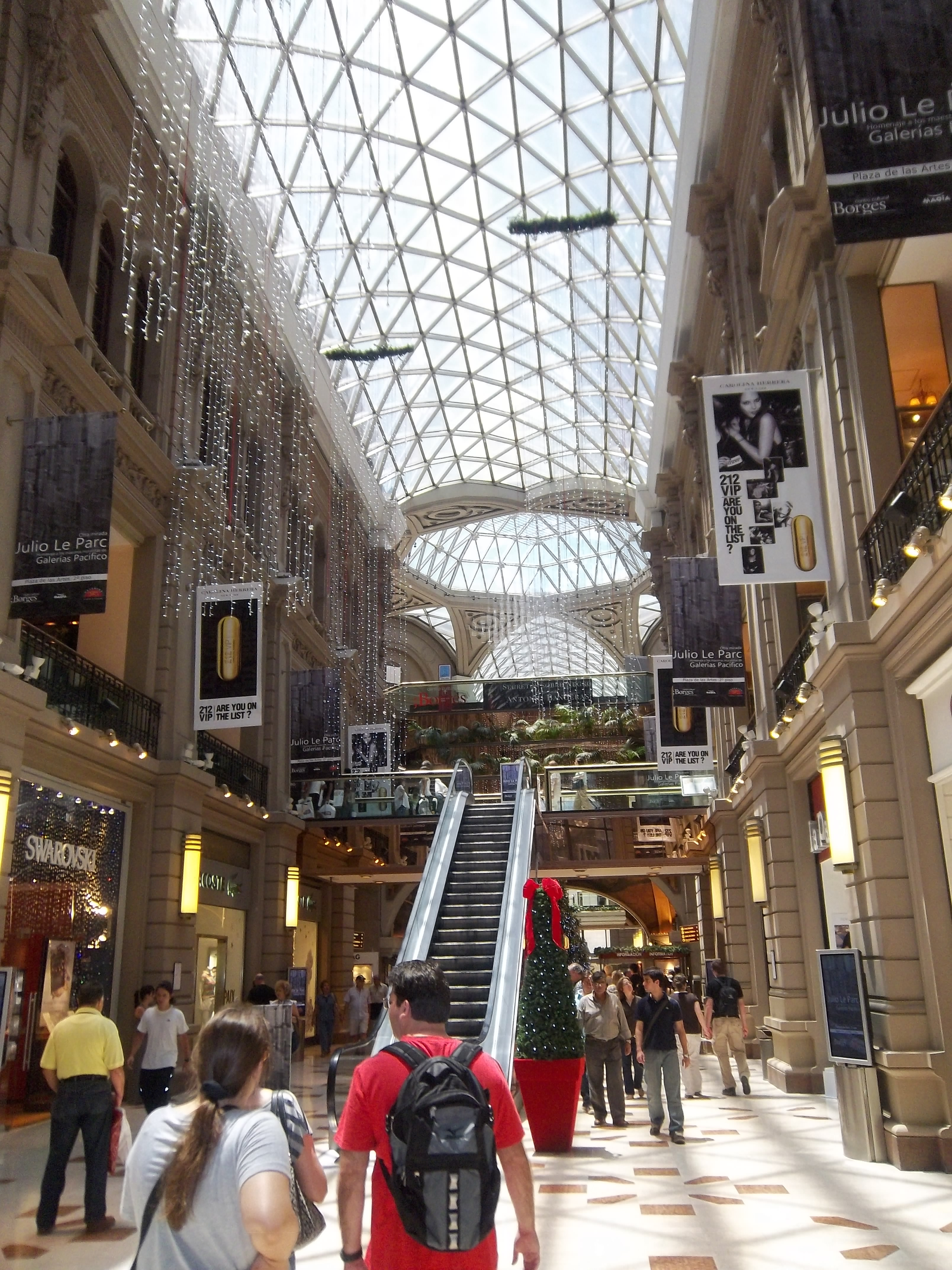
En 1992 la empresa Galerías Pacífico SA, propiedad de Mario Falak, inauguró el centro comercial.

Como parte de la política de privatizaciones, en 1989 el Estado nacional concedió sin licitación la explotación comercial del edificio por 30 años a Mario Falak, un amigo personal del presidente Menem, a cambio de un canon mensual de 30.000 dólares, equivalente al 0,1% del valor del edificio. Debido al escaso monto del canon, la extensión del plazo, la contratación directa y la relación de amistad involucrada, la operación fue sospechada de corrupción. El 18 de mayo de 1992 Falak, a través de la empresa Galerías Pacífico S.A. inauguró el centro comercial Galerías Pacífico.
En 1996 el Estado vendió el edificio a la empresa IRSA, propiedad del magnate George Soros, en 12,1 millones de dólares, estando tasado en 30 millones de dólares. Por esta razón, nuevamente la operación fue sospechada de corrupción. La venta del edificio no afectó la concesión comercial por treinta años a nombre de Falak, quien continuó con la explotación del centro comercial.
En el año 2000 el Grupo Sutton, socio de Mario Falak en la explotación del centro comercial y el Alvear Palace Hotel, le compró a IRSA el edificio en 15 millones de dólares.
En 2014 un informe periodístico sobre los principales centros comerciales de Argentina, ubicó a las Galerías Pacífico en el séptimo lugar, con una facturación anual de 1.550 millones de pesos en 2013, unos 250 millones de dólares y 10 millones de visitantes por año. El informe constató también que las Galerías Pacífico era el centro comercial más visitado por el turismo internacional en Argentina.

## Edificio Pacífico

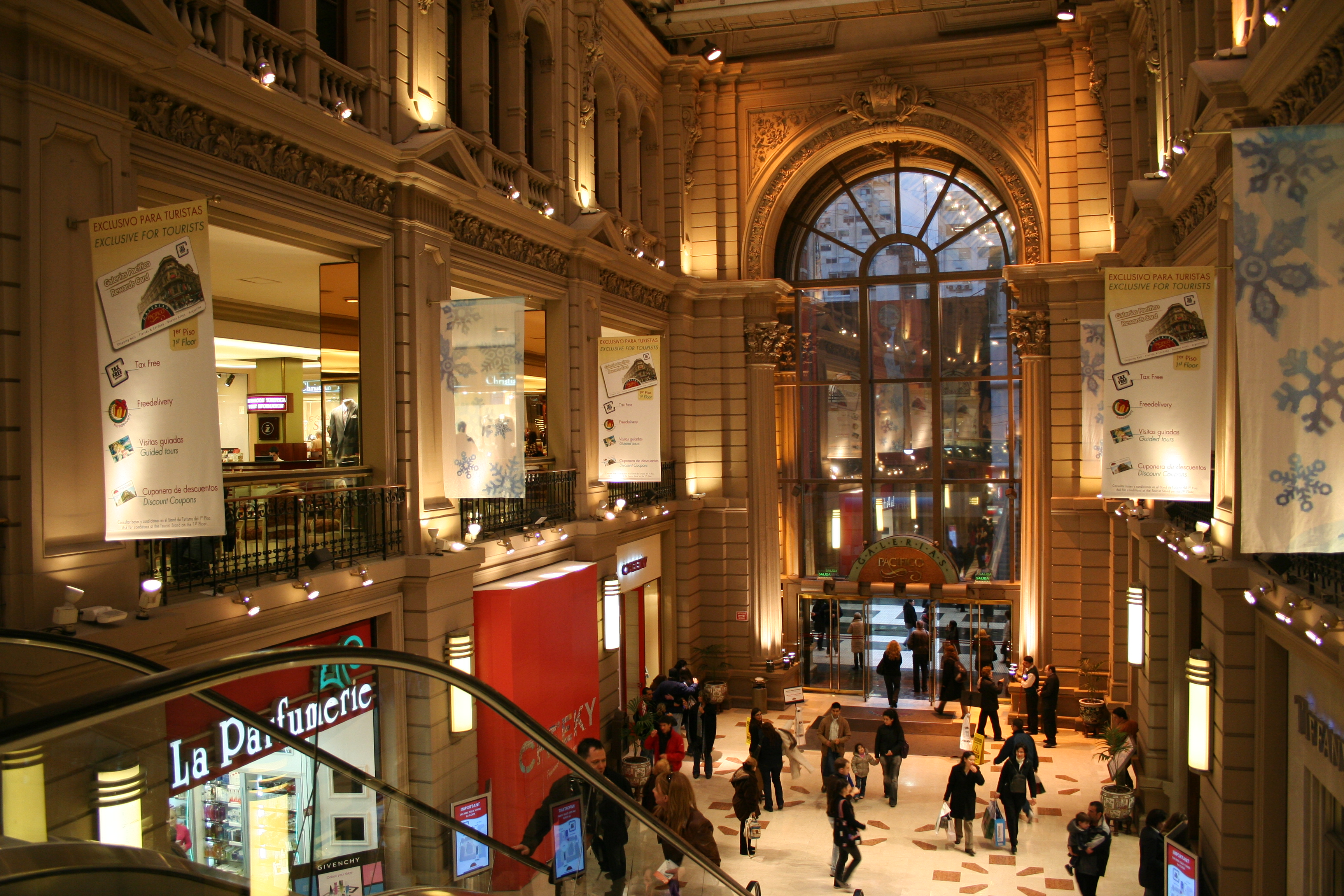
Foto del interior.

El edificio es obra del ingeniero Emilio Agrelo y el arquitecto parmesano Roland Le Vacher, fue proyectado en 1888 como sede de la tienda por departamentos Au Bon Marché Argentino, réplica de la célebre tienda parisina Au Bon Marché, que se convirtió en una de las más importantes de la capital argentina. El diseño del edificio se inspiró en las grandes galerías europeas como la Galería Víctor Manuel II de Milán, Italia, y contaba con algunos adelantos tecnológicos de la época como los ascensores mecánicos, la iluminación y la calefacción centralizadas. 
Sin embargo, el uso pretendido originalmente jamás llegó a concretarse, y los locales fueron ocupados por comercios menores de rubros diversos, unidos en una sociedad llamada Galería Florida. El primer sector del edificio se terminó hacia 1894 (Florida y Córdoba), y el segundo hacia 1898 (San Martín y Viamonte). En 1896 se instaló allí el Museo Nacional de Bellas Artes y la Academia Nacional de Bellas Artes. En 1889, se construía el Phoenix Hotel (hoy Esplendor Buenos Aires), ocupando la esquina nordeste de la manzana de las galerías, mostrando ya que el proyecto original nunca sería concretado. Otros lotes sobre la calle San Martín también quedaron en diversas manos, y en la actualidad están ocupadas por varios edificios particulares. 
Se estima que la galería se pudo dar por concluida hacia 1905. Poco tiempo después, en 1908, a causa de diversos problemas económicos, parte del edificio se vendió al Ferrocarril Buenos Aires al Pacífico, que estableció allí sus oficinas centrales y que legaría su actual nombre al centro comercial al comprar finalmente la totalidad del inmueble. Entre 1945 y 1947, con un entorno económico más favorable, el edificio fue refuncionalizado, separando el área de oficinas de una nueva galería comercial. El proyecto estuvo a cargo de los arquitectos José Aslan y Héctor Ezcurra, que construyeron una cúpula con murales de grandes pintores.
Las Galerías sufrieron una profunda decadencia con el correr de los años. En 1989 el edificio fue declarado Monumento Histórico Nacional, y a principios de 1990 fue totalmente remodelado bajo la dirección del estudio de arquitectura Juan Carlos López y Asociados.
 Allí se instaló un lujoso centro comercial, con el nombre de Galerías Pacífico, el Centro Cultural Borges, el Hotel Esplendor y diversas instituciones educativas como la Universidad Nacional de Tres de Febrero y la Escuela de Danza Clásica de Julio Bocca.

## Arquitectura
Esta obra de arquitectura ubicada en pleno centro de la ciudad fue declarada monumento histórico nacional, este majestuoso edificio ocupa toda la manzana y la divide a su vez en cuatro sectores iguales a través de dos grandes pasajes en forma de cruz, Pero acá nos detenemos a observar que esta obra fue una inspiración, en Galerías “Umberto 1 “de Nápoles, Italia. Estas dos obras cuentan con Bóvedas de vidrio y con una cúpula central espaciosa, elegante y con un lenguaje neorrenacentista.
En 1945 una drástica remodelación introdujo bóvedas de hormigón a la altura del primer piso, cubriendo los pasajes.

## Murales

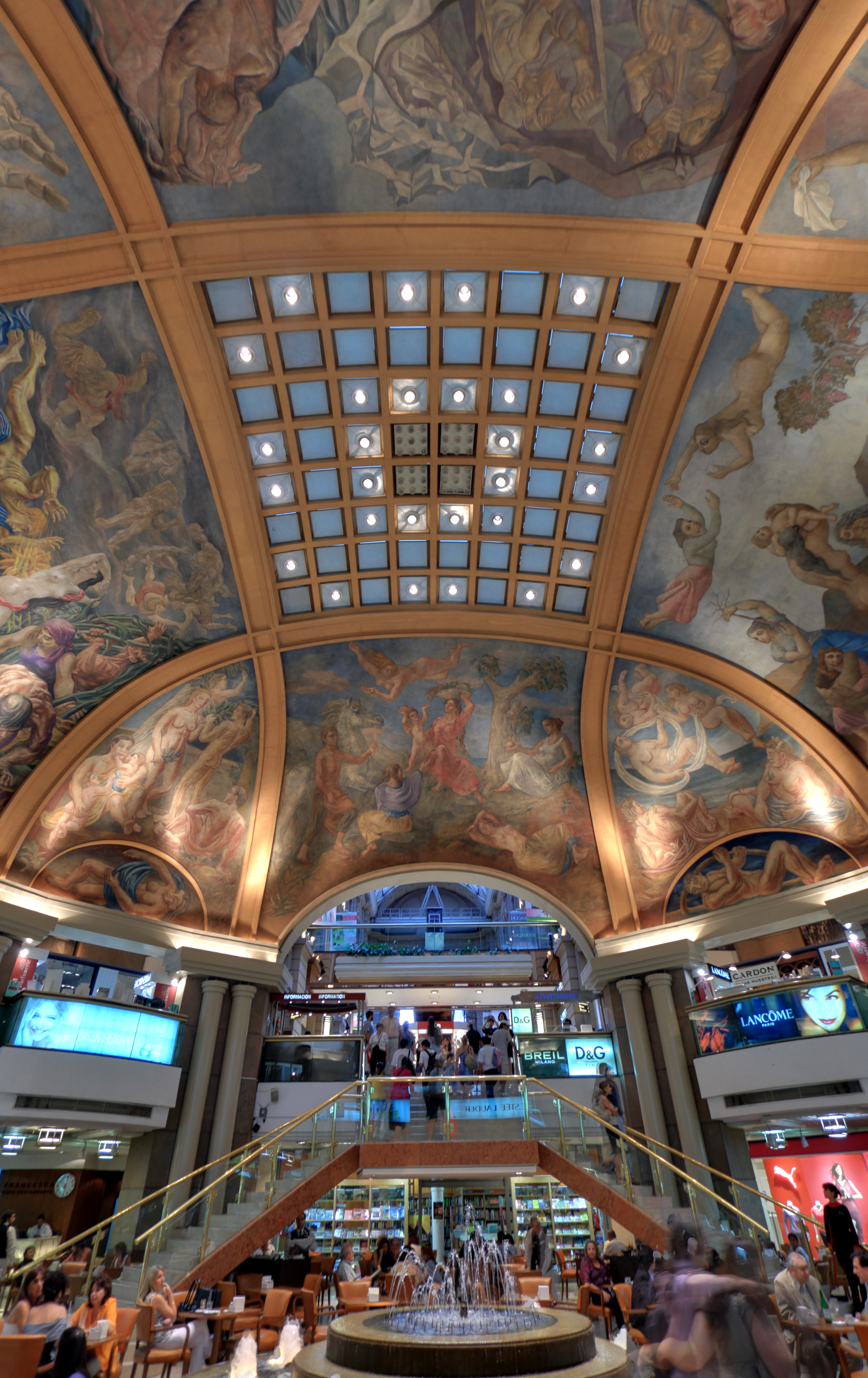
Frescos en la cúpula de la galerías. El panel central en la imagen fue pintada por Antonio Berni.

Con la remodelación del edificio en 1945 se decidió decorar los muros que rodeaban a la nueva cúpula central, con pinturas de grandes artistas plásticos, resultando elegidos los argentinos Josefina Robirosa, Antonio Berni, Lino Spilimbergo, Juan Carlos Castagnino y Demetrio Urruchúa y el gallego Manuel Colmeiro Guimarás. La obra en su conjunto es considerada la máxima expresión del muralismo argentino. 
En el intervalo de 50 años el edificio fue víctima de distintas transformaciones como también de varias intervenciones de arquitectos. Es así que en 1945 se modifica la cubierta original e incorpora una cúpula de hormigón armado conformada por murales de grandes dimensiones diseñada por el grupo Aslan y Ezcurra. En el 1946 se llevó a cabo su pintado por Grupo Taller de Arte Mural. Con posterioridad, se incluyeron nuevos murales como los realizados por Julio Le Parc y Carlos Alonso.
Estos murales son considerados ser uno de los más importantes en el arte mural de argentina ya que no solo son decorativos sino aportando gran valor debido a la amplia variedad de temas que aborda tales como: la historia y cultura argentina, arte y creatividad, trabajo, naturaleza, identidad nacional, así como también valores sociales, políticos y distintas alegorías. Aporta un posicionamiento a favor de la función social del arte en el amplio contexto de debate que ocurría en ese momento. Estas pinturas consolidaron la identidad gallega en argentina apoyando al artista a toda reivindicación nacionalista sumándose a la lucha que proclamaba darle valor al arte público.
Usaron una técnica particular lo cual implicaba pintar sobre yeso húmedo, debido a que esta ofrecía una larga durabilidad y capacidad de crear una amplia gama de colores vibrantes

### Centro clandestino de detención
En La doctrina del shock, Naomi Klein describe cómo el edificio fue utilizado como centro de detención y tortura por la junta militar que gobernó Argentina desde 1976 a 1983:

En 1987 un equipo de rodaje estaba filmando en el sótano de Galerías Pacífico, uno de los centros comerciales más lujosos del centro de Buenos Aires, cuando descubrieron horrorizados un centro de tortura abandonado. Resultó ser que durante la dictadura, el Primer Cuerpo del Ejército escondió a algunos de sus desaparecidos en las tripas del centro comercial. En las paredes de las mazmorras todavía se podían ver las marcas desesperadas que habían hecho los prisioneros muertos hacía tiempo: nombres, fechas, súplicas de ayuda.

Por azar, once años después, Arturo Santana, director de fotografía portugués, ex-desaparecido y uno de los supervivientes a las torturas allí realizadas, pero que hasta entonces creía desconocer dicho lugar, cuenta que habiéndosele encargado a su equipo de filmación la realización de un documental de promoción de las galerías, al acceder a sus sótanos reconoció el embaldosado y comenzó a sentirse mal de manera repentina, tomando entonces conciencia de encontrarse en el lugar donde había sido secuestrado y torturado mediante corrientes eléctricas durante cuatro o cinco días en 1976.